# Henri Hurskainen
Henri Mikael Hurskainen (født 13. september 1986) er en svensk badmintonspiller, der konkurrerede for Sverige ved sommer-OL 2012 og 2016. Hurskainen har vundet flere guld- og sølvmedaljer i badminton-mesterskaber. Hurskainen blev født i Emmaboda, Sverige, af finske forældre, som flyttede til Sverige i 1980erne.